# باشگاه ورزشی لوسی
باشگاه ورزشی لوسی یک تیم فوتبال کالدونیای جدید است که در لیگ برتر کالدونیای جدید بازی می‌کند. در نومئا مستقر است. ورزشگاه خانگی آنها ورزشگاه نوما دالی است.

## افتخارات
- جام حذفی کالدونیای جدید: ۳ قهرمانی